# Jennie Fors
Jennie Fors, född den 12 juli 1956, död den 5 juli 2019 i Uppsala, var en svensk författare, tolklärare och auktoriserad rättstolk i spanska. Hon arbetade hela livet aktivt med tolkfrågor och tolkutbildning i Sverige.
Fors flyttade som barn med sina föräldrar till Mallorca och blev där tvåspråkig med svenska och spanska. Hon berättade själv hur hon tidigt tog på sig rollen att tolka åt personer på tillfälligt besök. Tillbaka i Sverige började hon arbeta som tolk 1976 och gjorde två år senare auktorisationsprovet vid Kommerskollegium (numera är det Kammarkollegiet som auktoriserar både tolkar och översättare). 1980 blev hon auktoriserad tolk med specialkompetens som rättstolk. Jennie Fors var med och grundade föreningen Rättstolkarna 2011 samt var medlem av föreningens styrelse (från 2016 som vice ordförande) till sin bortgång.

## Yrkeskarriär
Jennie Fors var samhällsvetare och hade en filosofie kandidatexamen i statskunskap och freds- och konfliktforskning. Hon var expert och rådgivare i många olika sammanhang, som t.ex i utredningar om tolkutbildning  och om språktjänster för invandrare. 
Utöver sitt arbete med att öka synligheten och förbättra villkoren för tolkarna, var Jennie Fors framförallt drivande i utbildningen av tolkar. 1980 började hon undervisa på tolkutbildningar vid olika folkhögskolor och studieförbund. Hon undervisade i juridik, samhällskunskap och migrationskunskap, men också i tolketik och tolkteknik, och var även språkhandledare i spanska. 
1987 började Fors samarbeta med Tolk- och översättarinstitutet vid Stockholms universitet. Vid TÖI var hon framförallt verksam som tolklärare, men framställde också olika typer av testmaterial för tolkar. Hon var också aktiv i arbetet med att ta fram instuderingsfrågor för utbildningarna och terminologiordlistor inom olika ämnesområden. Fors har också författat ett stort antal övningsrollspel och studiefrågor samt sammanställt terminologilistor inom de olika ämnesområdena. 
Tillsammans med jur. kand. Brittmari Ulvås Mårtenson har hon skrivit läroböckerna Nya Juridik för tolkar, Samhällskunskap för tolkar och Migrationskunskap för tolkar. Dessutom har hon skrivit kapitlet "Att kommunicera med hjälp av tolk" i Bjöörn Fossums lärobok om kommunikation i vården.